# Vasile Militaru
Vasile Militaru (n. 19 septembrie 1886, Dobreni-Câmpurelu, Județul Ilfov - d. 8 iulie 1959, închisoarea Ocnele Mari) a fost un poet și scriitor român naționalist, fost deținut politic sub regimul comunist din România, care a publicat și sub pseudonimul Radu Barda.

## Biografie
Născut într-o familie foarte săracă de țărani (plugari), a făcut doar patru clase. A fost descoperit de Duiliu Zamfirescu, în 1907. A debutat cu versuri în revista „Literatură și artă română” a lui Nicolae Petrașcu. Debutul editorial a avut loc în 1917, cu volumul „Ilinca. Harul busuiocului”. A ocupat diverse funcții: copist în Ministerul Lucrărilor Publice, inspector al activității culturale extra școlare în Ministerul Educației Naționale, inspector la Ministrul Muncii și Asigurărilor Sociale. Primul volum de versuri, Strop de rouă, a apărut în 1919. Fiind remarcat de mai mulți oameni de cultură (Barbu Ștefănescu Delavrancea, Alexandru Vlahuță, Duiliu Zamfirescu) a început să publice în ziarul Universul între anii 1927–1930. A devenit cunoscut printr-o serie de fabule publicate în publicațiile Drum nou și Porunca Vremii, fondată în 1932 de Ilie Rădulescu. Temele predilecte ale poeziei sale sunt ortodoxia, naționalismul, oamenii simpli, antisemitismul, satul românesc. Pentru volumul Psaltirea în versuri (1939) a fost premiat de Academia Română. Opera sa de căpătâi rămâne Divina zidire, la care a lucrat peste 25 de ani. Divina Zidire reprezintă Biblia versificată și ilustrată. În perioada interbelică s-a impus ca unul dintre cei mai agresivi reprezentanți ai literaturii cu tentă xenofob-rasistă. În literatura lui Militaru se manifestă toate registrele caracteristice pentru mentalul românesc extremist, identificate de Ruxandra Cesereanu: „subuman, igienizant, infracțional, bestiariu, religios, putrid-excremențial, funebru, libidinos, xenofob”.
S-a căsătorit cu Ecaterina (Telly) Barbu și a locuit în București. După anul 1933, s-a apropiat de Mișcarea Legionară și a dedicat legionarilor mai multe poezii, printre care Purtătorii torței și Bucură-te țară. Poeziile legionare au fost publicate în volumul Temelie de veac nou, apărut în aprilie 1938 la Editura Cartea Românească, sub pseudonimul Radu Barda. Această creație avea să fie unul dintre capetele principale de acuzare în procesele politice ce aveau să urmeze. Vasile Militaru a ales să semneze o parte dintre poeziile sale cu pseudonimul Radu Barda. Tot cu acest pseudonim a semnat articole și poezii violent antisemite în ziarul Porunca vremii, ziar subintitulat Tribuna zilnică de luptă național creștină. 
În timpul celui de-al doilea război mondial s-a implicat în propaganda regimului antonescian de a mobiliza soldații români pe frontul împotriva URSS. A scris cunoscuta poezie „Eroii de la Stalingrad”, în care îi percepea pe militarii români ca urmașii cruciaților. În decembrie 1943, Inspectoratul General al Poliției a ordonat blocarea acestui poem în toate librăriile și locurile publice.
După instaurarea comunismului, poetul a reușit să scape ani de-a rândul de valurile succesive de arestări. În octombrie 1951, bănuit că avea legături cu bandele din munți, a fost reținut și anchetat, apoi pus în libertate din lipsa dovezilor. Tot în 1951, în decembrie, a fost reținut și anchetat asupra legăturilor pe care le-a avut cu elemente din organizația „Mișcarea Tineretului Regalist”. A fost eliberat în 1952, după ce a trecut prin închisori precum Prahova, Ghencea, Ocnele Mari, Fundulea, Gherla și Jilava, fără a fi însă condamnat. Însă, la un moment dat, i s-a cerut să-și folosească talentul literar în slujba comunismului. Refuzul său a fost categoric: „În poeziile mele niciodată nu va rima poporul cu tractorul”. Ca urmare a acestui refuz, datorită trecutului său legionar și a operei sale religioase, a fost arestat la 8 ianuarie 1959. A făcut detenție la Pitești, unde a fost torturat crunt, în ciuda faptului că la data arestării avea 74 de ani. De la Pitești a fost transferat la închisoarea din Craiova, unde s-a judecat și procesul său. Sentința a fost dată la 20 iunie 1959 și după mai puțin de o lună, Vasile Militaru a decedat.  
În 1965, poetul a fost deshumat. Abia după încă trei ani, în 1968, trupul său, aflat într-o stare de conservare foarte bună, a fost înmormântat în Cimitirul Bellu, din București, în Parcela Scriitorilor, poziția 14.
Tribunalul Militar din Craiova l-a condamnat la 20 de ani de temniță grea pentru crimă de uneltire contra orânduirii sociale; la 12 ani de închisoare corecțională pentru delictul de deținere de publicații interzise; la 10 ani de degradare civilă, confiscarea totală a averii personale plus obligația de a plăti 1000 lei cheltuieli de judecată. Bătrânul Vasile Militaru, în vârstă de 74 ani, a primit o condamnare de 32 ani, urmând să iasă din închisoare la vârsta de 106 ani. Securitatea a incendiat toate manuscrisele găsite la domiciliul poetului.
Vasile Militaru este autorul real al celebrei poezii A venit aseară mama, dedicată prietenului său George Enescu în 1930 și atribuită mult timp (70 de ani) lui George Coșbuc. George Enescu a pus-o pe note, în scurt timp fiind o capodoperă a genului. De fapt, toate cele trei romanțe care se cântau în timpul perioadei comuniste (și uneori se mai cântă și azi, dar mai rar), spunându-se că sunt pe versuri de Coșbuc, i-au aparținut lui Vasile Militaru. E vorba de poeziile „Mama” cu subtitlul „Dragului meu prieten George Enescu”, „Icoană scumpă” și „Povestea mea”, cunoscute de ascultători sub titlurile „A venit aseară mama”, „Car frumos cu patru boi” și „M-am născut într-un bordei”. Unul dintre interpreții acestor romanțe a fost Zavaidoc. A fost bun prieten cu Sandu Tudor.

## Omagiu
Biblioteca din comuna Vărăști, județul Giurgiu, poartă numele „Vasile Militaru”, în amintirea poetului. În data de 28 septembrie 1997, la împlinirea a 101 ani de la nașterea poetului, la școala din Dobreni, Giurgiu, a fost dezvelită o placă comemorativă din bronz, amplasată în incinta școlii.

## Opera
- Stropi de rouă, Poezii, ediția I, 1919, ediția a II-a și a V-a la Editura „Cartea Românească”,
- Un capitol din istoria culturală a țării, Tipografia „Vulturul”, București, 1927
- Fabule, vol. I, ediția I (1928), ediția a II-a, Editura ziarului „Universul”,
- Vorbe cu tâlc, Cugetări în versuri, Editura „Cartea Românească”, 1931,
- Psaltirea în versuri, București, 1933, Cernăuți, 2006,
- Ilinca și Harul Busuiocului, Teatru sătesc în versuri,
- Graur cel Nesocotit, Povești în versuri,
- Doina, Poemă în versuri,
- Cântarea neamului, Poemă în versuri,
- Viermi și stele, fabule, vol. II, ediția a II-a, Editura „Cartea Românească”, București, 1936
- Chiot către neamul meu, Seria „Biblioteca «Satul»” nr. 2, Editura Revistei „Satul”, 1936
- Spre împărăția lui Iisus, poezii religioase, 1936
- Temelie de veac nou, Editura „Cartea Românească”, București, 1938
- Ben Hamar cântă, poeme arabe, Editura „Cartea Românească”,
- Cântecele vinului, Editura autorului,
- Curcubee peste veac, fabule, vol. III, Editura „Cugetarea”
- Iuda, sub pseudonimul Radu Bardă,
- Treziți-vă, români!, sub pseudonimul Radu Bardă,
- Mireasa soarelui,
- Scară către Dumnezeu,
- Divina Zidire, Chișinău, 2007
- Opere postume, vol. 1, Psalmii vieții fără moarte. Șoaptele îngerilor, Poemele nemuririi, Editura Sapientia, Iași, 2007, ISBN 973-8980-06-8
- Opere postume, vol. 2, Cartea lui Iov, Satana, Editura Sapientia, Iași, 2007